# Selmer (Tennessee)
Pour les articles homonymes, voir Selmer.
La ville américaine de Selmer est le siège du comté de McNairy, dans l’État du Tennessee. Lors du recensement de 2010, sa population s’élevait à 4 396 habitants.

## Source
- (en) Cet article est partiellement ou en totalité issu de l’article de Wikipédia en anglais intitulé « Selmer, Tennessee » (voir la liste des auteurs).